# Montserratina
Genre
Montserratina est un genre d'escargots, des mollusques gastéropodes terrestres, de la famille des Canariellidae. Ces espèces sont endémiques des montagnes du Nord-Est de l'Espagne, notamment dans la région de Montserrat en Catalogne, et des Pyrénées en France.

## Liste des espèces
Selon World Register of Marine Species (27 juin 2021) :
- Montserratina becasis (Rambur, 1868) - Veloutée du Canigou
- Montserratina bofilliana (Fagot, 1884)
- Montserratina martorelli (Bourguignat, 1870)